# Sean Elliott
Sean Michael Elliott (* 2. Februar 1968 in Tucson, Arizona) ist ein ehemaliger US-amerikanischer Basketballspieler, der in der NBA bei den San Antonio Spurs und den Detroit Pistons aktiv war.

## Karriere
Elliott spielte Basketball an der Cholla High School in Tucson, bevor er für die University of Arizona auf Körbejagd ging. Für seine Leistung in der vierten und letzten Saison an der Universität gewann er sogar die bundesweite Auszeichnung Wooden Award als bester Collegespieler. Als Collegespieler gewann er zudem 1986 die Basketballweltmeisterschaft.
Elliott wurde im NBA-Draft 1989 in der ersten Runde an dritter Stelle von den San Antonio Spurs ausgewählt, für die er den Großteil seiner NBA-Karriere aktiv war. Für seine Leistungen im ersten Jahr wurde Elliott in das NBA All-Rookie Second Team berufen. Lediglich die Saison 1993/94 spielte er für die Detroit Pistons, nachdem er am 1. Oktober 1993 zusammen mit David Wood im Tausch für Dennis Rodman und Isaiah Morris nach Detroit gewechselt war. Die Pistons wollten ihn ursprünglich im Februar 1994 an die Houston Rockets abgeben. Dieser Wechsel kam jedoch nicht zustande, weil Elliott den Gesundheits-Check bei den Houston Rockets nicht bestand. Nach der Saison in Detroit wechselte er dann im Tausch für die Draftrechte an Bill Curley und das Recht an einem Zweitrunden-Draftpick wieder zurück zu den San Antonio Spurs.
In der Saison 1998/99 war Sean Elliott ein wichtiger Leistungsträger der Spurs bei San Antonios NBA-Meisterschaftsgewinn.
Elliot musste sich am 16. August 1999 einer Nierenoperation unterziehen. Er erhielt eine Niere von seinem Bruder Noel. Am 13. März 2000 spielte er erstmals nach der Operation wieder für die Spurs und wurde mit diesem Spiel gegen die Atlanta Hawks der erste Spieler, der nach einer Nierentransplantation wieder in die NBA zurückkehrte. Später gelang dies noch Alonzo Mourning im Jahre 2004.
2001 erklärte Sean Elliott seinen Rücktritt vom Berufsbasketball. Er war bei seinem Rücktritt der Vereinsführende der Spurs für verwandelte und versuchte Dreipunktewürfe (563 von 1485 Dreiern). Mittlerweile rangiert er auf Platz 5 in dieser Kategorie. In seiner Karriere erzielte er im Durchschnitt 14,2 Punkte, 4,3 Rebounds und 2,6 Assists pro Spiel.
Während der Saison 2003/04 analysierte er Basketballspiele für die Fernsehsender NBC, ABC und ESPN. Seit der Saison 2004/05 ist er Kommentator für die Spurs bei lokalen Übertragungen.
Am 6. März 2005 wurde Elliotts Trikotnummer „32“ von den Spurs aus dem Spielbetrieb zurückgezogen und das Trikot symbolisch an die Decke des AT&T Centers, der Spielstätte der San Antonio Spurs, gehängt. Die Rückennummer „32“ wird nun zu seinen Ehren nicht mehr vergeben. Er wurde 2018 in die National Collegiate Basketball Hall of Fame als Spieler aufgenommen.

## Erfolge und Auszeichnungen
- NBA-Champion: 1999
- Weltmeister: 1986
- 2× NBA All-Star: 1993, 1996
- NBA All-Rookie Second Team: 1990
- Trikotnummer 32 von den San Antonio Spurs zurückgezogen
- National Collegiate Basketball Hall of Fame